# Divizia Națională 1992-1993
Divizia Națională 1992-1993 a fost a doua ediție a Diviziei Naționale de la obținerea independenței. Liga s-a jucat în sistem tur-retur. Sezonul a competițional a avut pentru prima dată durata normală. La această ediție numărul de cluburi participante s-a mărit la 16.

## Mișcarea echipelor în sezonul 1992
La finalul sezonul 1992, în Divizia Națională au promovat cinci echipe: Nistru Otaci, Codru Călărași, Nistru Cioburciu, Universul Ciuciuleni și Tricon Cahul a retrogradat doar Constructorul Leova, astfel liga a ajuns la 16 cluburi.
Înainte de fluierul de start al sezonului 1992-1993, două cluburi și-au schimbat denumirile: Constructorul Chișinău a devenit Constructorul-Agro Chișinău, iar Dinamo-Codru Chișinău și a devenit Dinamo Chișinău.

## Clasament final
| Locul | Clubul                    | M  | V  | E  | î  | GM | GP | Pct | Note                        |
| ----- | ------------------------- | -- | -- | -- | -- | -- | -- | --- | --------------------------- |
| 1     | FC Zimbru Chișinău        | 30 | 22 | 6  | 2  | 66 | 17 | 50  |                             |
| 2     | CS Tiligul-Tiras Tiraspol | 30 | 20 | 7  | 3  | 80 | 28 | 47  |                             |
| 3     | Moldova Boroseni          | 30 | 16 | 9  | 5  | 45 | 29 | 41  |                             |
| 4     | Bugeac Comrat             | 30 | 16 | 8  | 6  | 38 | 21 | 40  |                             |
| 5     | CSS Amocom Chișinău       | 30 | 15 | 6  | 9  | 45 | 26 | 36  |                             |
| 6     | Codru Călărași            | 30 | 15 | 4  | 11 | 42 | 44 | 34  |                             |
| 7     | FC Olimpia Bălți          | 30 | 14 | 6  | 10 | 40 | 28 | 34  |                             |
| 8     | FC Nistru Otaci           | 30 | 12 | 8  | 10 | 45 | 54 | 32  |                             |
| 9     | Speranța Nisporeni        | 30 | 9  | 10 | 11 | 28 | 34 | 28  |                             |
| 10    | FC Agro-Goliador Chișinău | 30 | 10 | 5  | 15 | 45 | 46 | 25  |                             |
| 11    | FC Tighina                | 30 | 8  | 8  | 14 | 32 | 46 | 22  |                             |
| 12    | Nistru Cioburciu          | 30 | 8  | 6  | 16 | 27 | 48 | 22  |                             |
| 13    | Dinamo Chișinău           | 30 | 6  | 8  | 16 | 31 | 49 | 20  |                             |
| 14    | Cristalul Fălești         | 30 | 7  | 4  | 19 | 30 | 58 | 18  |                             |
| 15    | Tricon Cahul              | 30 | 4  | 9  | 17 | 25 | 53 | 17  | Retrogradate în Divizia "A" |
| 16    | Universul Ciuciuleni      | 30 | 4  | 4  | 22 | 21 | 59 | 12  | Retrogradate în Divizia "A" |

| Campionii Divizia Natională 1992-1993 |
| ------------------------------------- |
| Zimbru Chișinău Al II-lea Titlu       |